# 휴스 (아칸소주)
휴스(Hughes)는 미국 아칸소주에 있는 세인트 프랜시스 카운티에 있는 도시이다. 2010년 인구 조사에서 인구는 1,441명으로 2000년의 1,867명에 비해 감소했다.

## 지리학
미국 인구조사국 자료에 따르면, 이 도시는 총 면적이 2.2평방 마일(5.7km2)이며, 이중 2.2평방 마일(5.7km2)은 토지이고 0.04평방 마일(0.10km2)(0.92%)은 물이다.

## 사진

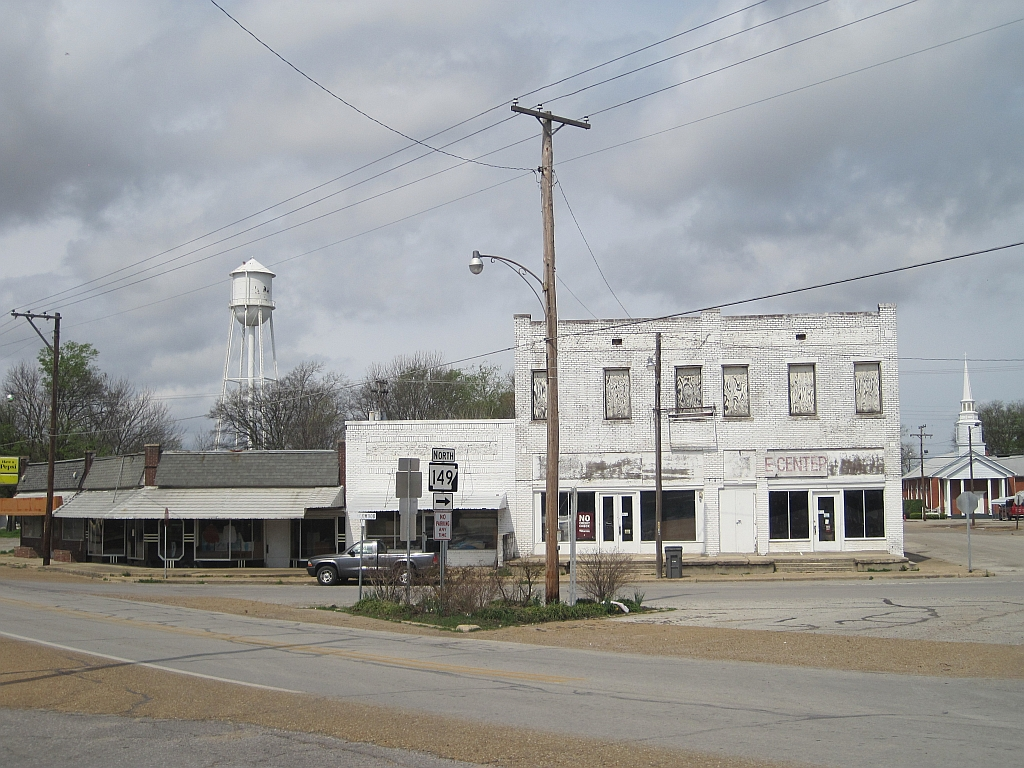
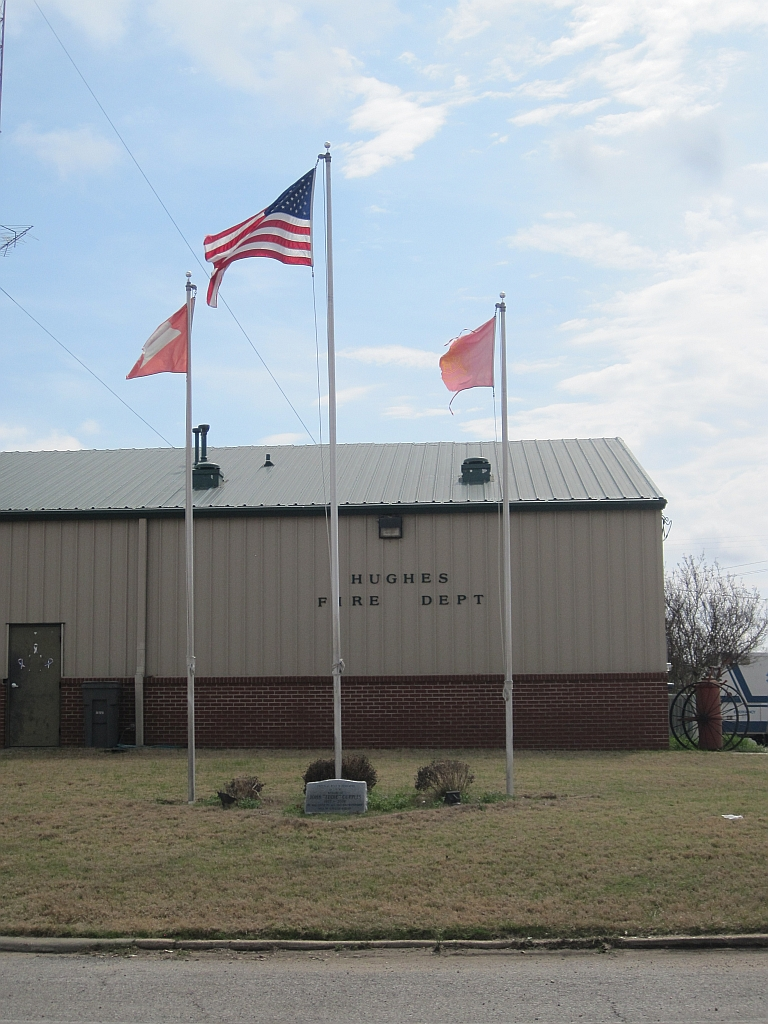
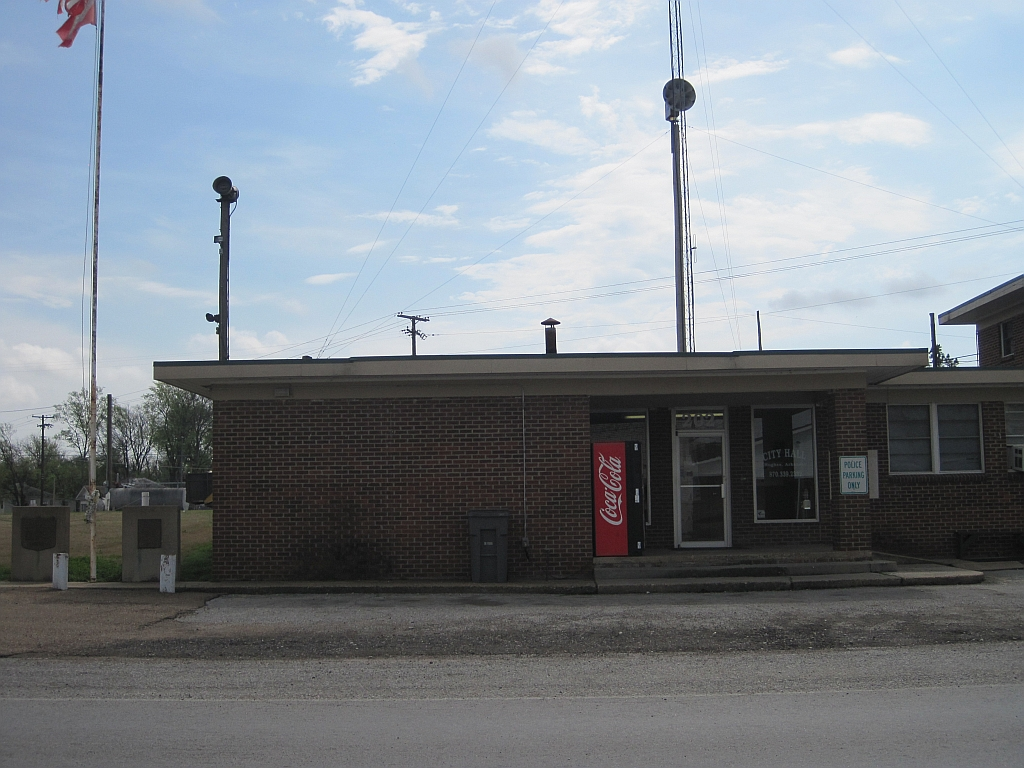
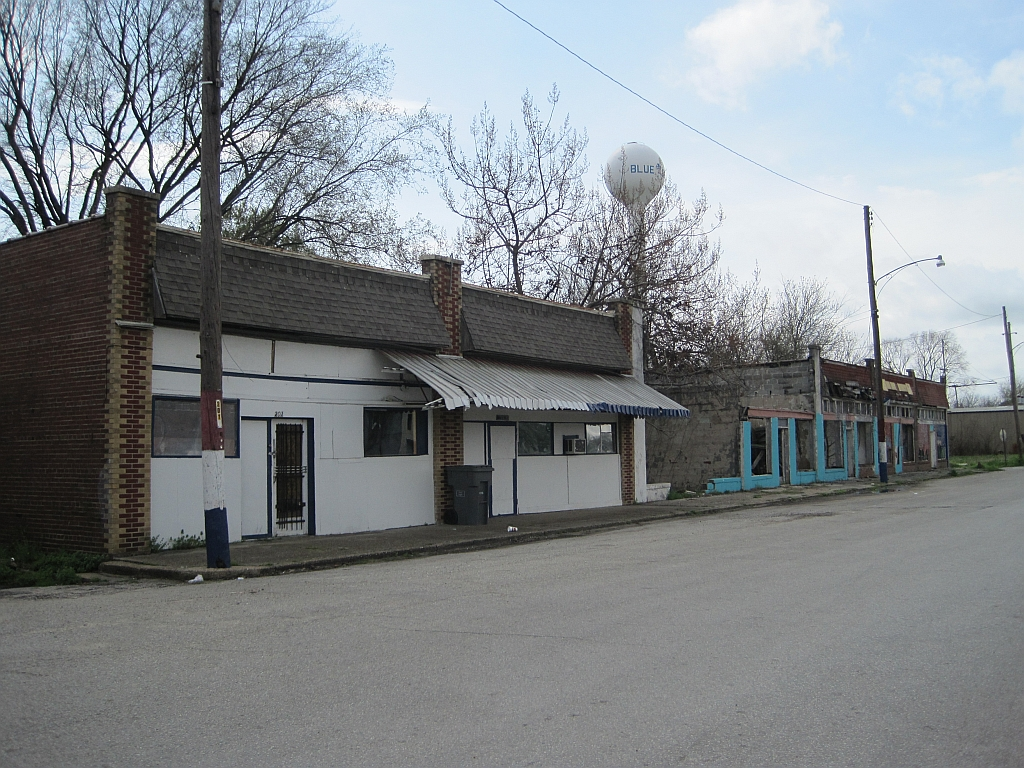
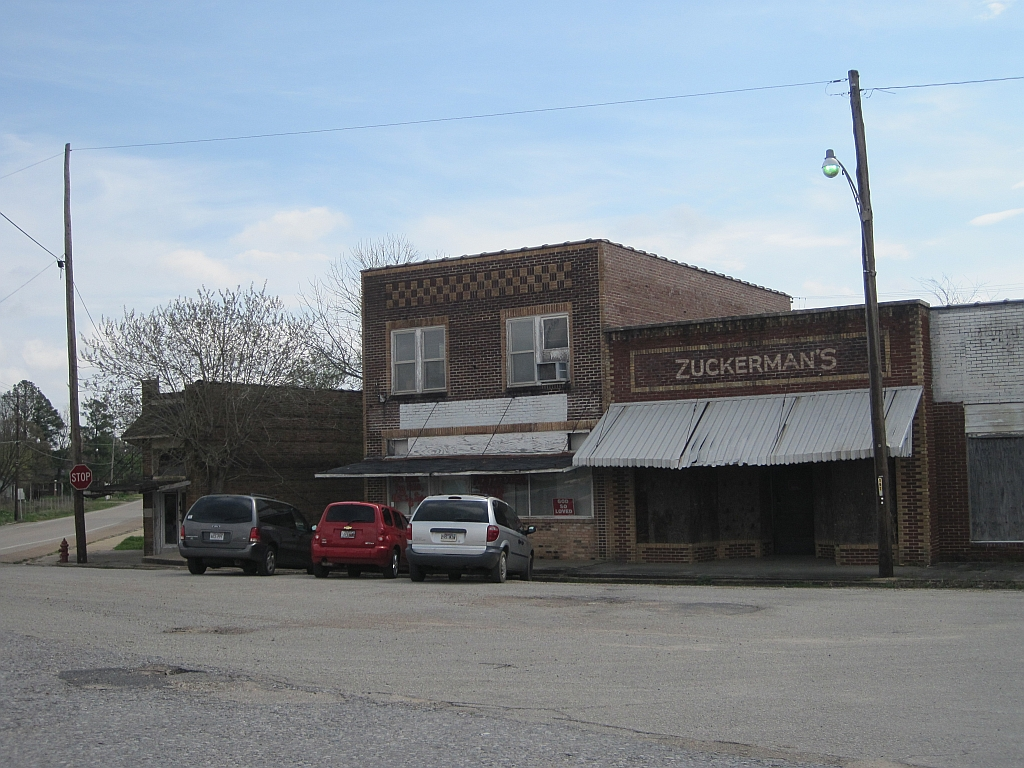

## 인구
| 인구조사              | 인구  | Note  | %±     |
| --------------------- | ----- | ----- | ------ |
| 1920년                | 451   |       | —      |
| 1930년                | 815   |       | 80.7%  |
| 1940년                | 1,004 |       | 23.2%  |
| 1950년                | 1,686 |       | 67.9%  |
| 1960년                | 196   |       | −88.4% |
| 1970년                | 1,872 |       | 855.1% |
| 1980년                | 1,919 |       | 2.5%   |
| 1990년                | 1,810 |       | −5.7%  |
| 2000년                | 1,867 |       | 3.1%   |
| 2010년                | 1,441 |       | −22.8% |
| 2019 (추산)           | 1,216 | [ 1 ] | −15.6% |
| U.S. Decennial Census |       |       |        |